# Вінницький фонтан Roshen
Фонтан Roshen (Мультимедійний фонтан Рошен) — фонтан, збудований у руслі річки Південного Бугу поблизу острова Кемпи (Фестивального) у Вінниці. Це — найбільший в Україні і Європі плавучий фонтан. За оцінками експертів, входить у десятку найкращих і видовищних фонтанів світу.
Задля встановлення фонтану та реконструкції набережної провели роботи з розчищення русла Південного Бугу обсягом 28000 м³ ґрунту.
Інженер-розробник Фонтану «Roshen» — Ральф Доу [Архівовано 2 квітня 2015 у Wayback Machine.], директор компанії «Emotion Media Factory GmbH [Архівовано 15 березня 2022 у Wayback Machine.]».
Використання лазерного проектора з екраном, що складається з водно-повітряної суміші, розподіленої по всій довжині фонтану, дозволяє демонструвати на фонтан відео у форматі 3D.
Фонтан «Roshen» збудований коштом благодійного фонду Петра Порошенка. Загальна вартість проекту — 37 млн грн. Під час урочистого відкриття фонтану 4 вересня 2011 року вели пряму трансляцію на 5 каналі [Архівовано 14 вересня 2011 у Wayback Machine.] та у мережі Інтернет на сайті korrespondent.net [Архівовано 25 лютого 2014 у Wayback Machine.]. Відео фонтану на каналі Youtube [Архівовано 21 лютого 2014 у Wayback Machine.]. 

## Опис
Мультимедійний фонтан Рошен є частиною проекту з реконструкції набережної Південного Буга поблизу однойменної кондитерської фабрики.
Плавучий світло-музичний фонтан побудований за всіма стандартами суднобудування, класифікований Регістром судноплавства України як стоянкове судно для зони плавання В3, та зареєстрований у судновому реєстрі. Головний проектувальник плавучої платформи фонтану та розробник унікальної «зимуючої технології» — суднобудівельна компанія «АВВ-дизайн» (Київ).
Баластна система дозволяє платформі спливати для проведення технічного огляду помп. Помпова система складається з 67 помп данської фірми «Грундфос» потужністю від 3 до 55 кВт для забезпечення фонтанних ефектів, та 30-ти — для обслуговування баластних цистерн. На відміну від більшості фонтанних систем, котрі монтуються в штучних басейнах з системами очищення води, унікальність цього проекту полягає в тому, що фонтан використовує воду «живої» річки. Тому помпова система спроектована з екстремально високими вимогами до надійності, всі помпи виготовлені з нержавіючої сталі, важливі елементи продубльовано.
Фонтан Roshen містить рухомі елементи: 4 системи UFO з електроприводом, на кожну з яких змонтовано по 40 форсунок, та 11 невеличких фонтанчиків, що обертаються навколо своєї осі. Плавність руху досягається за допомогою перетворювачів частоти «Hitachi». Проектування забезпечення силової мережі фонтану виконав Вінницький проектний інститут.
Біля фонтану встановлена вебкамера, яка дозволяє дивитися шоу через мережу Інтернет.

## Технічні параметри фонтану
- Довжина — 97 м.
- Ширина — 10 м.

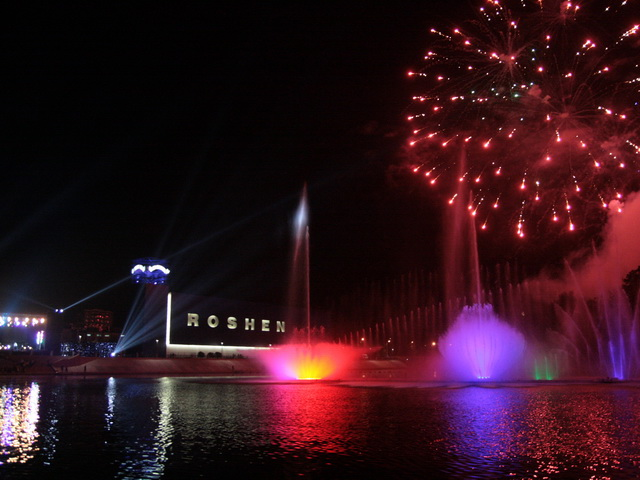
Фонтан Рошен

- Висота центрального струменя — 63 м.
- Розліт води по фронту — 140 м.
- Потужність водяних насосів — 780 кВт.
- Кількість підводних ліхтарів — 560 шт.

Плавуча платформа — загальні габаритні розміри:
- Довжина — 93,8 м.
- Ширина −7,5 м.
- Осадка — 1,36 м.
- Водотоннажність — близько 170 т.

## Мультимедійні шоу

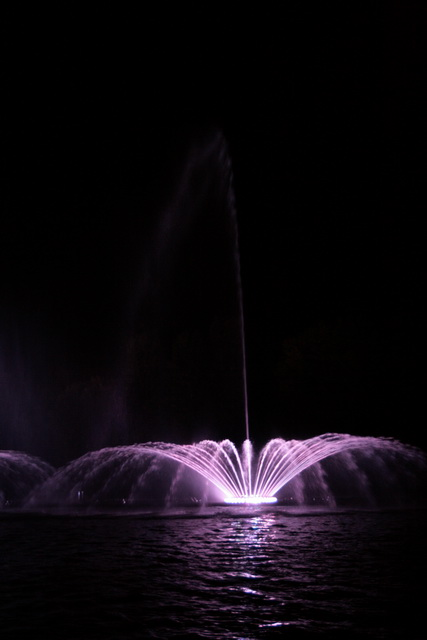
Фонтан Рошен

Під час трансляції вечірньої шоу-програми демонструється світло-музично-водяне шоу з використанням музики відомих композиторів сучасності та класики.
Музичний репертуар фонтану включає такі композиції:
- Вольфганг Амадей Моцарт. «Симфонія № 40»
- Михайло Глінка. «Руслан та Людмила»
- Петро Чайковський. «Лускунчик»
- Антоніо Вівальді. «Пори року: Літо»
- Густав Голст. «Планети»
- «Enya. Only time»
- The Gate
- Шоу «Винаходи»
- «Шоу-Фантазія Лебедине озеро»
- «Хвилі рідної душі»
- Антуа́н де Сент-Екзюпері́. «Маленький принц»
- Потривожений - "Звук тиші"
- Ведмідь МакКрірі та Хозьєр - "Кров на снігу"

## Сезон 2011

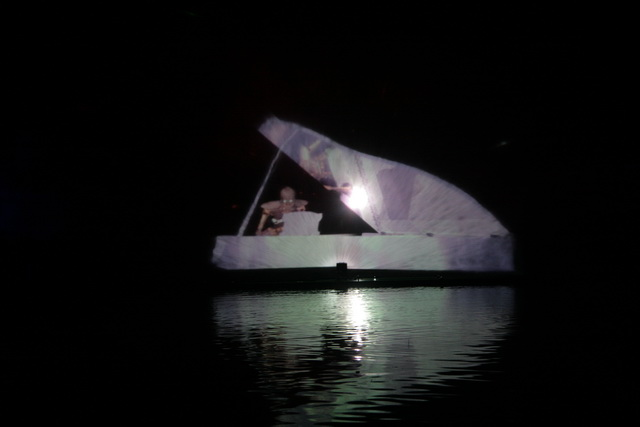
Фонтан Рошен

Урочиста церемонія відкриття фонтану Roshen відбулася 4 вересня 2011 року. Церемонію прийшло подивитися 70 тис. вінничан та гостей міста. Відкриття транслювали телеканали Euronews, 5 канал, Перший національний, регіональні канали, а також ряд сайтів.
Центральною композицією програми у першому сезоні був сингл Сари Брайтман.

## Сезон 2012
- Відкриття

22 квітня 2012 року урочисто відкрився другий сезон роботи фонтану, і була представлена нова шоу-програма. До відкриття на фонтані було встановлено три додаткових лазерних системи, що значно збільшує кількість спецефектів і дозволяє зробити його шоу-програму значно різноманітною.
- Закриття

26 жовтня 2012 року фонтан продемонстрував нову програму тривалістю 23 хвилини. Для цього йому додали лазерних та звукових систем на 6,5 мільйонів гривень. Закриття II сезону розпочалось о 18 годині з урочистої промови «Вінницьких перців» та виступу музикантів на Набережній Roshen. На сцені виступили Олег Скрипка, гурт «ВВ» та скрипаль-віртуоз — Василь Попадюк.

## Сезон 2013
22 червня 2013 на Набережній Roshen у Вінниці Кондитерська корпорація ROSHEN презентувала грандіозне мультимедійне шоу «Лебедине Озеро. Фантазія».

## Сезон 2015

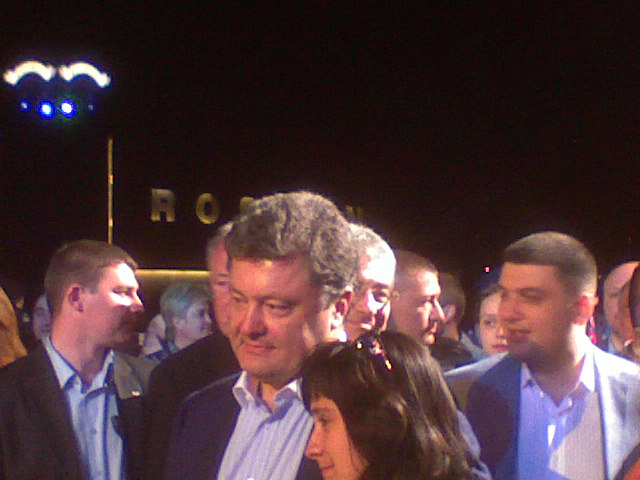
Відвідувачі фотографуються з Петром Порошенко на відкритті третього сезону роботи фонтану (2013 рік). Позаду Володимир Гройсман

У 2015 році в програмі шоу використовується здебільшого українська музика.

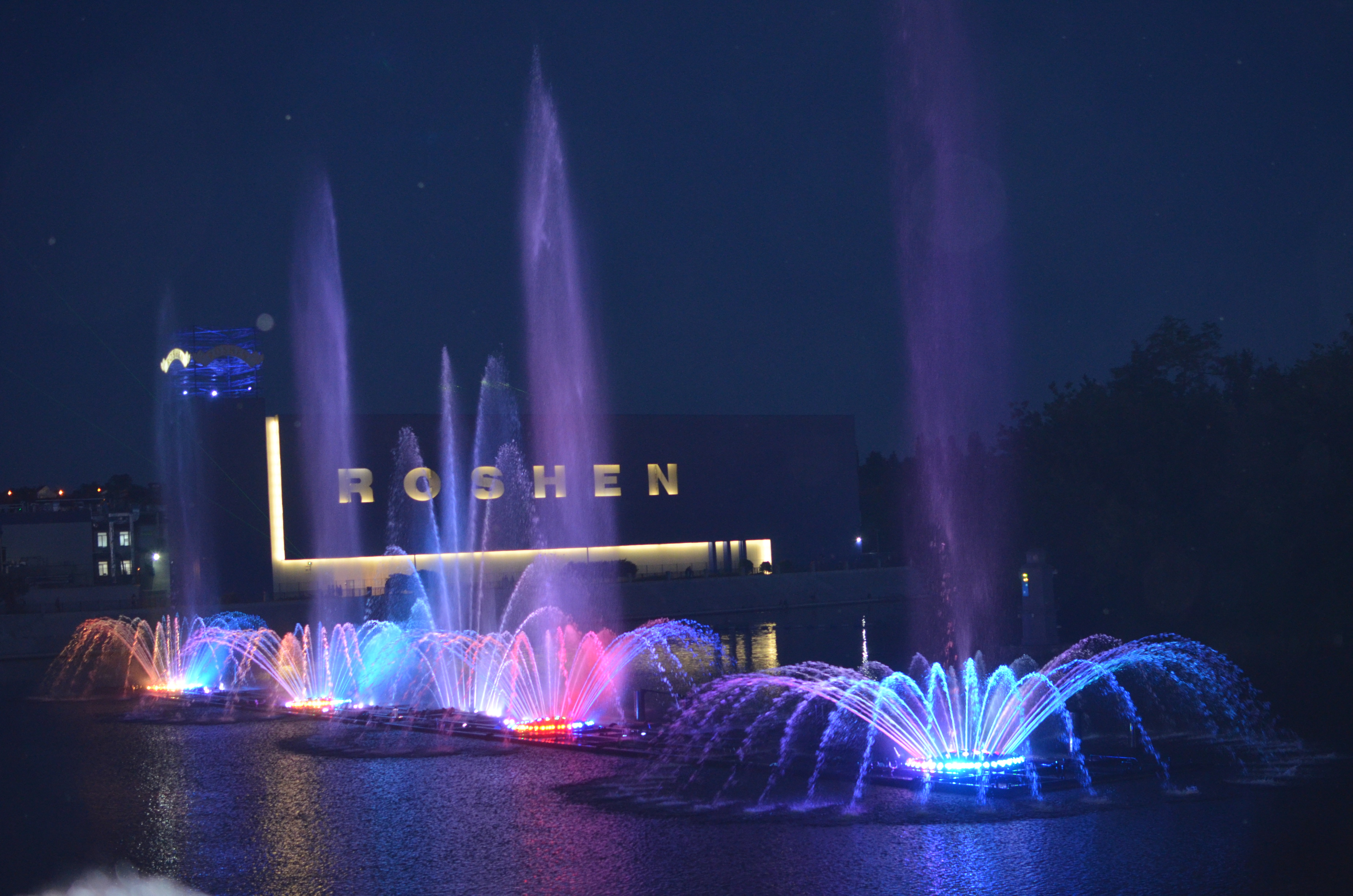
Фонтан Рошен у 2015 році

На відкритті нового сезону фонтану «Рошен» буде виступати білоруська група «BRUTTO» (екс-Ляпіс Трубецькой). Ця інформація є на офіційній сторінці музикантів. Дата концерту — 25 квітня. Але остаточна дата відкриття ще точно невідома.

## Сезон 2016

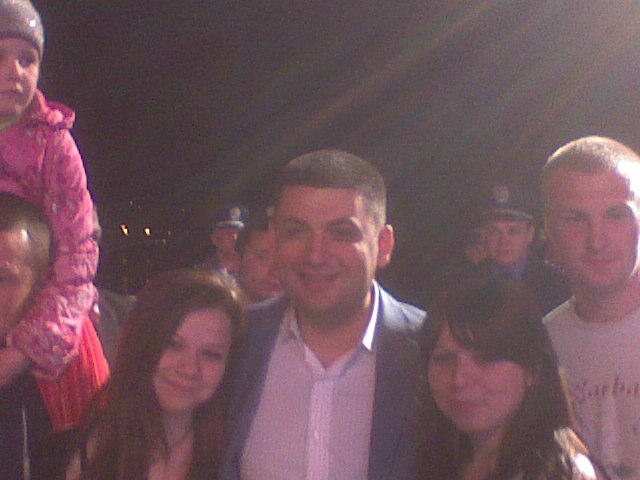
Відвідувачі фотографуються з Володимиром Гройсманом

Відкриття сезону роботи фонтану Roshen 2016 року відбулося 23 квітня. У відкритті взяли участь конкурсанти національного відбору Євробачення.
Закриття сезону відбулося 15 жовтня. У концерті взяли участь Олександр Пономарьов, Брати Гадюкіни та ТНМК.

## Сезон 2017
Відкриття фонтану у 2017 році відбулося 29 квітня. Відкривати фонтан із світломузичним та лазерним шоу доручено двом популярним артистам: ONUKA та Арсен Мірзоян.

## Графік роботи фонтану
Деякі шоу, що відбулись у вересні 2013
- вівторок 10.09.13 — 21:10 «Ельфи», 21:35 «Історія музики»
- п'ятниця 13.09.13 — 21:10 «Ельфи», 21:35 «фантазія Лебедине озеро»
- неділя 15.09.13 — 21:10 «Винаходи», 21:35 «фантазія Лебедине озеро»
- четвер 19.09.13 — 21:05 «фантазія Лебедине озеро», 21:30 «Історія музики»

Деякі шоу, що відбулись у жовтні 2013
- субота 05.10.13 — 21:05 «Робошен», 21:30 «фантазія Лебедине озеро»

## Вебкамери
- http://vcf.vn.ua:8080/view/viewer_index.shtml?id=3807%5Bнедоступне+посилання+з+травня+2019%5D
- https://web.archive.org/web/20130818062520/http://vcf.vn.ua:8081/view/viewer_index.shtml?id=32044

## Віртуальний тур
- Virtual tour [Архівовано 7 вересня 2015 у Wayback Machine.]